# Dicycla olivacea
Dicycla olivacea är en fjärilsart som beskrevs av Skala. Dicycla olivacea ingår i släktet Dicycla och familjen nattflyn. Inga underarter finns listade i Catalogue of Life.